# Pojedynek w słońcu
Pojedynek w słońcu (ang. Duel in the Sun) – western produkcji amerykańskiej w reżyserii Kinga Vidora z 1946 roku.

## Fabuła

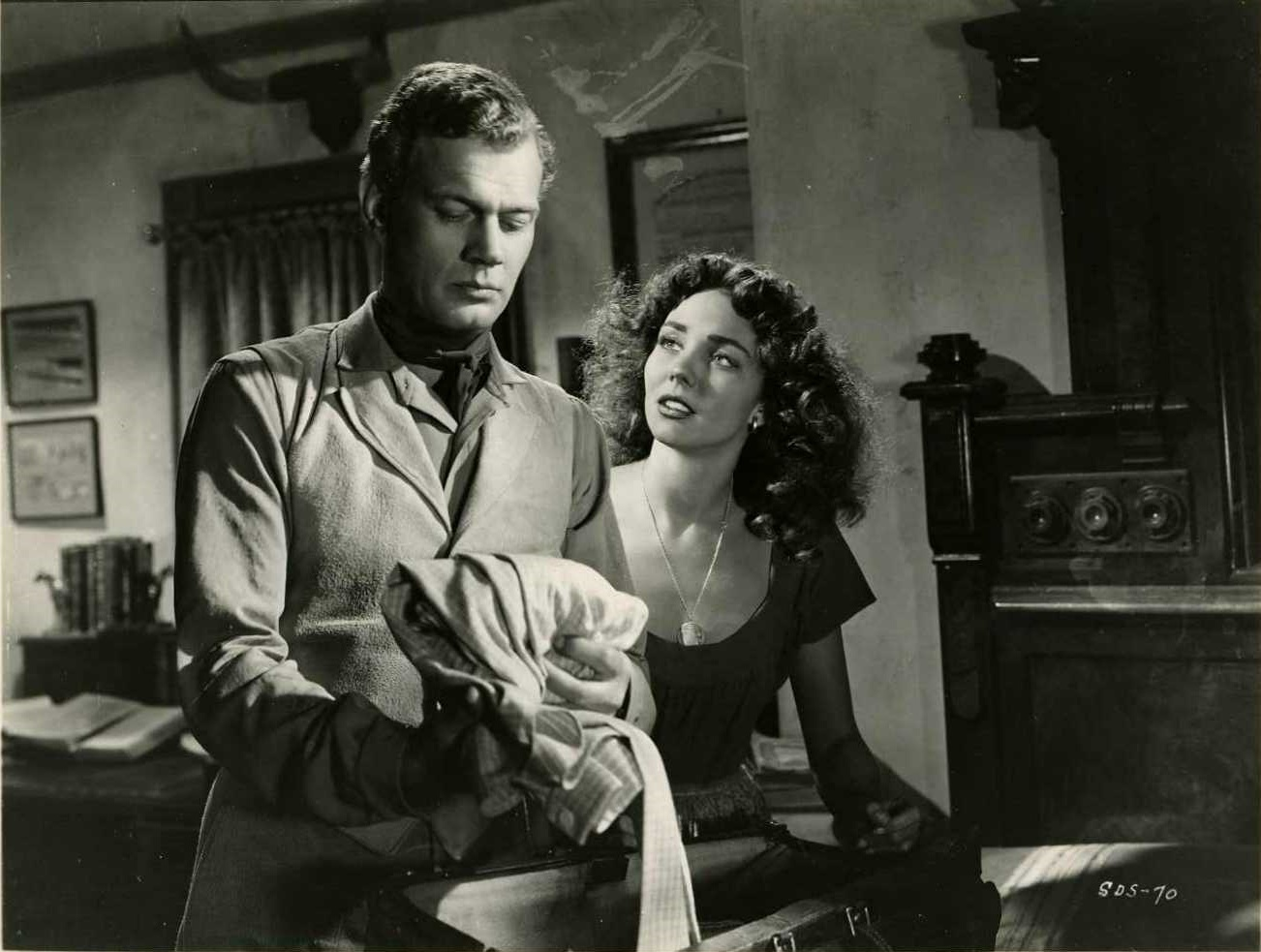
Scena z filmu

Teksas, 1880 rok. Amerykanin Scott Chavez ginie na szubienicy za zabójstwo swojej indiańskiej żony i jej kochanka. Po jego śmierci, Pearl, córka Chaveza, przyjeżdża zgodnie z życzeniem ojca do domu senatora McCanlesa, którego żonę, Laurę Belle, łączyło kiedyś ze Scottem uczucie. Senator, poruszający się, od chwili upadku z konia, na wózku inwalidzkim, jest człowiekiem władczym i stanowczym. Jego ranczo obejmuje setki tysięcy akrów ziemi. Podczas, gdy Laura Belle przyjmuje Pearl jak własną córkę, on od początku traktuje ją z lekceważeniem i niechęcią.
Dziewczyna budzi zainteresowanie obu synów McCanlesów. Obaj różnią się charakterami: młodszy Lewt jest porywczy i cyniczny, ma opinię hulaki i kobieciarza, starszy Jesse jest zrównoważony. Pearl ujmuje Jessego, ale ulega Lewtowi, który niemal siłą czyni z niej swoją kochankę.
Imperium senatora zagraża szlak kolei żelaznej zbliżający się do granic jego ziem. W starciu z budowniczymi kolei Jesse przechodzi na ich stronę i zostaje wyklęty przez ojca. Musi opuścić dom. Przed wyjazdem wyznaje Pearl miłość, choć jednocześnie oświadcza, że nigdy nie zapomni jej tego, że wdała się w romans z jego bratem. Po jego wyjeździe Pearl stara się nakłonić Lewta do małżeństwa, ale ten rozwiewa jej nadzieje na ślub. Dziewczyna przyjmuje więc oświadczyny Sama Pierce’a, ale zaborczy Lewt zabija rywala. Jest za to poszukiwany listem gończym i musi uciekać do Meksyku. Pearl błaga go, aby zabrał ją ze sobą. Zostaje odrzucona. Po śmierci Laury Belle, dziewczyna przeżywa załamanie psychiczne. Z pomocą przychodzi jej Jesse, który – nieświadom śmierci matki – przybył do niej w odwiedziny. Zabiera Pearl ze sobą, lecz na wieść o tym Lewt znów upomina się o dziewczynę.

## Realizacja
Realizację obrazu rozpoczął William Dieterle, zamierzając nakręcić typowy film rozrywkowy. W procesie produkcji film stał się ostatecznie prestiżową produkcją za dużą, jak na owe czasy, sumę 11 mln dolarów, i największym przebojem kasowym pierwszych lat powojennych w Stanach Zjednoczonych.
Zmian dokonał producent David O. Selznick, który dostrzegł w adaptowanej powieści Nivena Buscha materiał na śmiały obyczajowo dramat. Sam napisał scenariusz, zmieniając go zresztą wielokrotnie już w trakcie realizacji, a reżyserię powierzył znanemu twórcy, Kingowi Vidorowi. Sławna obsada aktorska, rozmach produkcyjny i dbałość o poziom artystyczny miały uprzedzić ewentualne zarzuty cenzury, powołującej się na sformułowany jeszcze w latach 30. Kodeks Haysa, zabraniający m.in. ukazywania na ekranie związków nieślubnych.
Selznick, chcąc lansować swoją żonę, Jennifer Jones, dążył do maksymalnego rozbudowania wątku melodramatycznego. Vidor skłaniał się natomiast ku stworzeniu epickiego obrazu ukazującego upadek tradycyjnego Dzikiego Zachodu, na który, wraz z budową kolei, wkracza cywilizacja. Wskutek sporów reżyser wycofał się z produkcji, ale film udało się ukończyć.

## Obsada
- Jennifer Jones jako Pearl Chavez
- Joseph Cotten jako Jesse McCanles
- Gregory Peck jako Lewton "Lewt" McCanles
- Lionel Barrymore jako senator Jackson McCanles
- Herbert Marshall jako Scott Chavez
- Lillian Gish jako Laura Belle McCanles
- Walter Huston jako Jubal Crabbe, The Sinkiller
- Charles Bickford jako Sam Pierce
- Harry Carey jako Lem Smoot
- Charles Dingle jako szeryf Hardy
- Sidney Blackmer jako  "kochanek" pani Chavez
- Butterfly McQueen jako Vashti
- Otto Kruger jako pan Langford
- Joan Tetzel jako Helen Langford
- Tilly Losch jako pani. Chavez
- Scott McKay jako Sid
- Hank Bell jako kowboj zatrudniony na ranczu (niewymieniony w czołówce)
- Bob McKenzie jako barman Zeke (niewymieniony w czołówce)
- Orson Wells - narrator